# Psittaculini
Psittaculini es una tribu de loros de la familia Psittaculidae. Las subdivisiones dentro de la tribu son controvertidas.

## Taxonomía
- Género Psittinus
  - Psittinus cyanurus
- Género Geoffroyus
  - Geoffroyus geoffroyi
  - Geoffroyus simplex
  - Geoffroyus heteroclitus
- Género Prioniturus
  - Prioniturus montanus
  - Prioniturus waterstradti
  - Prioniturus platenae
  - Prioniturus luconensis
  - Prioniturus discurus
  - Prioniturus verticalis
  - Prioniturus flavicans
  - Prioniturus platurus
  - Prioniturus mada
- Género Tanygnathus
  - Tanygnathus megalorynchos
  - Tanygnathus lucionensis
  - Tanygnathus sumatranus
  - Tanygnathus gramineus
- Género Eclectus
  - Eclectus roratus
  - †Eclectus infectus (extinto o prehistórico)
- Género Psittacula
  - Psittacula eupatria
  - †Psittacula wardi (extinta)
  - Psittacula krameri
  - Psittacula eques (discutida)
  - Psittacula echo
  - †Psittacula exsul (extinta)
  - Psittacula himalayana
  - Psittacula finschii
  - Psittacula cyanocephala
  - Psittacula roseata
  - Psittacula columboides
  - Psittacula calthropae
  - Psittacula derbiana
  - Psittacula alexandri
  - Psittacula caniceps
  - Psittacula longicauda

## Incertae sedis
Las siguientes especies son de origen incierto (en latín: incertae sedis), pero probablemente Psittaculini.
- Género Mascarinus
  - Mascarinus mascarinus (extinto)
- Género Lophopsittacus
  - Lophopsittacus mauritianus (extinto)
- Género Necropsittacus
  - Necropsittacus rodricanus (extinto)